# FIBA Europe Cup 2024-2025
La FIBA Europe Cup 2024-2025 è la decima edizione del secondo torneo europeo di pallacanestro per club organizzato dalla FIBA Europe.

## Formula del torneo
Il turno di qualificazione si è svolto dal 24 al 27 settembre 2024 in partite di andata e ritorno in cui i vincitori delle serie accedono "regular season".
È stata la prima volta che una squadra di basket di Malta ha partecipato a una competizione internazionale dalla Coppa d'Europa 1992-1993.
Alla "regular season" vengono sorteggiati dieci gironi all'italiana da quattro squadre l'uno, con gare di andata e ritorno. Le prime squadre di ogni gruppo accederanno al secondo turno insieme alle migliori sei seconde, secondo i seguenti criteri: vittorie, scontri diretti, differenza punti, maggior punti segnati e sorteggio. Il "secondo turno" verrà disputato con le stesse modalità della "regolar season". Le otto squadre rimaste disputeranno i quarti di finale, semifinali e finale con partite di andata e ritorno.

## Partecipanti
In parentesi viene mostrata la posizione ottenuta da ciascuna squadra dopo eventuali play-off della stagione precedente (QR: perdenti dei turni di qualificazione di Basketball Champions League 2024-2025).
| Regular Season                  | Regular Season                    | Regular Season              | Regular Season                 | Regular Season |
| ------------------------------- | --------------------------------- | --------------------------- | ------------------------------ | -------------- |
| Sabah (CL QR)                   | PAOK mateco Salonicco (CL QR)     | Norrköping Dolphins (CL QR) | Balkan Botevgrad (2°)          |                |
| Windrose Giants Antwerp (CL QR) | Banco di Sardegna Sassari (CL QR) | Fribourg Olympic (CL QR)    | Petrolina AEK Larnaca (2°)     |                |
| Rilski Sportist (CL QR)         | Trepça (CL QR)                    | MHP Riesen Ludwigsburg (8°) | Pärnu Sadam (4°)               |                |
| Keravnos (CL QR)                | Juventus Utena (CL QR)            | Löwen Braunschweig (12°)    | ESSM Le Portel (8°)            |                |
| Kalev/Cramo (CL QR)             | Heroes Den Bosch (CL QR)          | S.S. Szczeciński (4°)       | Porto (2°)                     |                |
| Nokia (CL QR)                   | CSM CSU Oradea (CL QR)            | Anwil Włocłavek (5°)        | Argeș Pitești (4°)             |                |
| Cholet (CL QR)                  | Spartak Subotica (CL QR)          | Bursaspor Yörsan (9°)       | Casademont Zaragoza (12°)      |                |
| Kutaisi 2010 (CL QR)            | Patrioti Levice (CL QR)           | Tofaş Bursa (11°)           | NHSZ Szolnoki Olajbányász (2°) |                |
| Caledonia Gladiators (CL QR)    | Andorra (CL QR)                   | Hubo Limburg United (3°)    |                                |                |
| Turno di qualificazione         |                                   |                             |                                |                |
| Spirou Charleroi (5°)           | Maroussi (9°)                     | Sporting CP (5°)            | Dnipro (1°)                    |                |
| Dinamo Zagabria (4°)            | Peja (3°)                         | CSM Constanța (7°)          |                                |                |
| Anorthosis Famagusta (3°)       | Neptūnas Klaipėda (6°)            | Prievidza (3°)              |                                |                |
| JDA Bourgogne Dijon (9°)        | Visit Malta Starlites Naxxar (1°) | Surne Bilbao Basket (13°)   |                                |                |

## Preliminari
| Squadra 1     | Totale  | Squadra 2                 | Andata | Ritorno |
| ------------- | ------- | ------------------------- | ------ | ------- |
| Digione       | 200-141 | Dinamo Zagabria           | 95-84  | 105-57  |
| Sporting CP   | 148-141 | Spirou Charleroi          | 69-69  | 79-72   |
| Alba Fehérvár | 189-186 | Prievidza                 | 85-102 | 104-84  |
| Dnipro        | 142-153 | Template:Basket Constanta | 71-69  | 71-84   |
| Anorthōsis    | 168-149 | Template:Basket Starlites | 81-74  | 87-75   |
| Peja          | 156-204 | Maroussi                  | 75-98  | 81-106  |
| Bilbao Berri  | 169-125 | Neptūnas Klaipėda         | 74-66  | 95-59   |

### Lucky losers
Le migliori tre squadre avanzano alla fase a gironi in qualità di lucky loser sostituendo le retrocesse dalla Champions League che hanno rifiutato la partecipazione alla competizione.
|    | Squadra                   | PF  | PS  | DP  |
| -- | ------------------------- | --- | --- | --- |
| 1. | Prievidza                 | 186 | 189 | -3  |
| 2. | Spirou Charleroi          | 141 | 148 | -7  |
| 3. | Dnipro                    | 142 | 153 | -11 |
| 4. | Template:Basket Starlites | 149 | 168 | -19 |
| 5. | Neptūnas Klaipėda         | 125 | 169 | -44 |
| 6. | Peja                      | 156 | 204 | -48 |
| 7. | Dinamo Zagabria           | 141 | 200 | -59 |

Regole per la qualificazione: 1) Miglior differenza punti; 2) Punti fatti; 3) Sorteggio.

## Regular season

### Gruppo A
| Pos | Squadra      | G | V | P | PF  | PS  | DP  | Pt | Qualificazione               |       | TOF   | BRA    | AEK   | KER   |
| --- | ------------ | - | - | - | --- | --- | --- | -- | ---------------------------- | ----- | ----- | ------ | ----- | ----- |
| 1   | Tofaş Bursa  | 6 | 6 | 0 | 586 | 489 | +97 | 12 | Qualificata al secondo turno |       | —     | 102–90 | 99–81 | 93–61 |
| 2   | Braunschweig | 6 | 3 | 3 | 515 | 487 | +28 | 9  |                              |       | 92–97 | —      | 89–59 | 78–71 |
| 3   | AEK Larnaca  | 6 | 2 | 4 | 426 | 514 | −88 | 8  |                              | 69–96 | 63–72 | —      | 82–73 |       |
| 4   | Keravnos     | 6 | 1 | 5 | 507 | 544 | −37 | 7  |                              | 96–99 | 95–94 | 91–92  | —     |       |

### Gruppo B
| Pos | Squadra         | G | V | P | PF  | PS  | DP  | Pt | Qualificazione               |       | SAR    | LEV   | BUR    | ANO    |
| --- | --------------- | - | - | - | --- | --- | --- | -- | ---------------------------- | ----- | ------ | ----- | ------ | ------ |
| 1   | Saragozza       | 6 | 5 | 1 | 542 | 491 | +51 | 11 | Qualificata al secondo turno |       | —      | 92–71 | 106–84 | 92–77  |
| 2   | Patrioti Levice | 6 | 4 | 2 | 514 | 487 | +27 | 10 |                              |       | 96–80  | —     | 63–78  | 100–68 |
| 3   | Bursaspor       | 6 | 3 | 3 | 513 | 504 | +9  | 9  |                              | 87–89 | 97–101 | —     | 86–79  |        |
| 4   | Anorthōsis      | 6 | 0 | 6 | 438 | 525 | −87 | 6  |                              | 76–83 | 72–83  | 66–81 | —      |        |

### Gruppo C
| Pos | Squadra                   | G | V | P | PF  | PS  | DP   | Pt | Qualificazione               |        | CHO    | FRI   | ANT    | COS    |
| --- | ------------------------- | - | - | - | --- | --- | ---- | -- | ---------------------------- | ------ | ------ | ----- | ------ | ------ |
| 1   | Cholet                    | 6 | 6 | 0 | 569 | 445 | +124 | 12 | Qualificate al secondo turno |        | —      | 90–75 | 90–77  | 106–63 |
| 2   | Fribourg Olympic          | 6 | 4 | 2 | 554 | 479 | +75  | 10 | Qualificate al secondo turno |        | 81–85  | —     | 102–84 | 103–76 |
| 3   | Anversa Giants            | 6 | 2 | 4 | 481 | 526 | −45  | 8  |                              |        | 81–94  | 67–89 | —      | 84–81  |
| 4   | Template:Basket Constanta | 6 | 0 | 6 | 435 | 589 | −154 | 6  |                              | 68–104 | 77–104 | 70–88 | —      |        |

### Gruppo D
| Pos | Squadra        | G | V | P | PF  | PS  | DP   | Pt | Qualificazione               |       | SAS    | WLO   | SPO   | DNI    |
| --- | -------------- | - | - | - | --- | --- | ---- | -- | ---------------------------- | ----- | ------ | ----- | ----- | ------ |
| 1   | Dinamo Sassari | 6 | 6 | 0 | 517 | 406 | +111 | 12 | Qualificate al secondo turno |       | —      | 69–66 | 88–71 | 94–62  |
| 2   | Włocławek      | 6 | 4 | 2 | 553 | 435 | +118 | 10 | Qualificate al secondo turno |       | 83–86  | —     | 93–63 | 114–71 |
| 3   | Sporting CP    | 6 | 1 | 5 | 424 | 495 | −71  | 7  |                              |       | 69–82  | 83–97 | —     | 70–78  |
| 4   | Dnipro         | 6 | 1 | 5 | 386 | 544 | −158 | 7  |                              | 55–98 | 63–100 | 57–68 | —     |        |

### Gruppo E
| Pos | Squadra          | G | V | P | PF  | PS  | DP  | Pt | Qualificazione               |       | ORA   | PIT   | STA   | PAR   |
| --- | ---------------- | - | - | - | --- | --- | --- | -- | ---------------------------- | ----- | ----- | ----- | ----- | ----- |
| 1   | CSM Oradea       | 6 | 5 | 1 | 479 | 433 | +46 | 11 | Qualificata al secondo turno |       | —     | 78–74 | 77–75 | 85–67 |
| 2   | Pitești          | 6 | 3 | 3 | 430 | 422 | +8  | 9  |                              |       | 80–78 | —     | 77–63 | 67–65 |
| 3   | S.S. Szczeciński | 6 | 3 | 3 | 440 | 424 | +16 | 9  |                              | 65–77 | 65–62 | —     | 83–59 |       |
| 4   | Pärnu            | 6 | 1 | 5 | 408 | 478 | −70 | 7  |                              | 72–84 | 73–70 | 72–89 | —     |       |

### Gruppo F
| Pos | Squadra         | G | V | P | PF  | PS  | DP  | Pt | Qualificazione               |       | KAL   | POR    | ALB    | RIS    |
| --- | --------------- | - | - | - | --- | --- | --- | -- | ---------------------------- | ----- | ----- | ------ | ------ | ------ |
| 1   | Kalev/Cramo     | 6 | 5 | 1 | 503 | 436 | +67 | 11 | Qualificate al secondo turno |       | —     | 66–63  | 95–89  | 88–76  |
| 2   | Le Portel       | 6 | 4 | 2 | 479 | 416 | +63 | 10 | Qualificate al secondo turno |       | 54–77 | —      | 104–73 | 74–60  |
| 3   | Alba Fehérvár   | 6 | 3 | 3 | 528 | 564 | −36 | 9  |                              |       | 93–90 | 80–104 | —      | 100–88 |
| 4   | Rilski Sportist | 6 | 0 | 6 | 428 | 522 | −94 | 6  |                              | 61–87 | 60–80 | 83–93  | —      |        |

### Gruppo G
| Pos | Squadra          | G | V | P | PF  | PS  | DP  | Pt | Qualificazione               |       | SPI   | MAR   | NOR   | SAB   |
| --- | ---------------- | - | - | - | --- | --- | --- | -- | ---------------------------- | ----- | ----- | ----- | ----- | ----- |
| 1   | Spirou Charleroi | 6 | 5 | 1 | 499 | 476 | +23 | 11 | Qualificate al secondo turno |       | —     | 76–69 | 93–86 | 82–81 |
| 2   | Maroussi         | 6 | 4 | 2 | 490 | 444 | +46 | 10 | Qualificate al secondo turno |       | 87–70 | —     | 99–80 | 82–71 |
| 3   | Norrk. Dolphins  | 6 | 2 | 4 | 474 | 513 | −39 | 8  |                              |       | 85–97 | 74–71 | —     | 73–83 |
| 4   | Sabah            | 6 | 1 | 5 | 443 | 473 | −30 | 7  |                              | 68–78 | 70–82 | 70–74 | —     |       |

### Gruppo H
| Pos | Squadra              | G | V | P | PF  | PS  | DP   | Pt | Qualificazione               |       | LUD   | DIG   | CAL    | TRE    |
| --- | -------------------- | - | - | - | --- | --- | ---- | -- | ---------------------------- | ----- | ----- | ----- | ------ | ------ |
| 1   | R. Ludwigsburg       | 6 | 5 | 1 | 487 | 404 | +83  | 11 | Qualificata al secondo turno |       | —     | 80–77 | 86–62  | 87–54  |
| 2   | Digione              | 6 | 4 | 2 | 557 | 446 | +111 | 10 | Qualificata al secondo turno |       | 81–93 | —     | 102–62 | 118–73 |
| 3   | Caledonia Gladiators | 6 | 3 | 3 | 351 | 425 | −74  | 9  |                              |       | 73–71 | 54–90 | —      | 20–0   |
| 4   | Trepça               | 6 | 0 | 6 | 344 | 464 | −120 | 6  |                              | 57–70 | 84–89 | 76–80 | —      |        |

### Gruppo I
| Pos | Squadra        | G | V | P | PF  | PS  | DP  | Pt | Qualificazione               |       | POR   | PAO    | LIM   | SZO   |
| --- | -------------- | - | - | - | --- | --- | --- | -- | ---------------------------- | ----- | ----- | ------ | ----- | ----- |
| 1   | Porto          | 6 | 5 | 1 | 497 | 429 | +68 | 11 | Qualificate al secondo turno |       | —     | 99–64  | 80–61 | 77–68 |
| 2   | PAOK Salonicco | 6 | 5 | 1 | 495 | 450 | +45 | 11 | Qualificate al secondo turno |       | 89–70 | —      | 94–76 | 82–66 |
| 3   | Limburg United | 6 | 2 | 4 | 460 | 500 | −40 | 8  |                              |       | 76–83 | 70–74  | —     | 77–74 |
| 4   | Szolnoki Olaj  | 6 | 0 | 6 | 443 | 516 | −73 | 6  |                              | 71–88 | 69–92 | 95–100 | —     |       |

### Gruppo J
| Pos | Squadra          | G | V | P | PF  | PS  | DP   | Pt | Qualificazione               |       | BIL     | PRI   | KUT   | BAL   |
| --- | ---------------- | - | - | - | --- | --- | ---- | -- | ---------------------------- | ----- | ------- | ----- | ----- | ----- |
| 1   | Bilbao Berri     | 6 | 6 | 0 | 538 | 364 | +174 | 12 | Qualificata al secondo turno |       | —       | 87–66 | 91–63 | 95–55 |
| 2   | Prievidza        | 6 | 4 | 2 | 484 | 473 | +11  | 10 |                              |       | 61–84   | —     | 77–69 | 83–59 |
| 3   | Kutaisi          | 6 | 2 | 4 | 472 | 534 | −62  | 8  |                              | 57–88 | 104–108 | —     | 93–92 |       |
| 4   | Balkan Botevgrad | 6 | 0 | 6 | 416 | 539 | −123 | 6  |                              | 62–93 | 70–89   | 78–86 | —     |       |

### Raffronto tra le seconde classificate
|     | Squadra          | V | S | PF  | PS  | DP   | P.ti |
| --- | ---------------- | - | - | --- | --- | ---- | ---- |
| 1.  | PAOK Salonicco   | 5 | 1 | 495 | 450 | +45  | 11   |
| 2.  | Włocławek        | 4 | 2 | 553 | 435 | +118 | 10   |
| 3.  | Digione          | 4 | 2 | 557 | 446 | +111 | 10   |
| 4.  | Fribourg Olympic | 4 | 2 | 554 | 479 | +75  | 10   |
| 5.  | Le Portel        | 4 | 2 | 479 | 416 | +63  | 10   |
| 6.  | Maroussi         | 4 | 2 | 490 | 444 | +46  | 10   |
| 7.  | Patrioti Levice  | 4 | 2 | 514 | 487 | +27  | 10   |
| 8.  | Prievidza        | 4 | 2 | 484 | 473 | +11  | 10   |
| 9.  | Braunschweig     | 3 | 3 | 515 | 487 | +28  | 9    |
| 10. | Pitești          | 3 | 3 | 430 | 422 | +8   | 9    |

## Secondo turno

### Gruppo K
| Pos | Squadra     | G | V | P | PF  | PS  | DP  | Pt | Qualificazione                  |       | TOF    | SAR   | POR   | MAR   |
| --- | ----------- | - | - | - | --- | --- | --- | -- | ------------------------------- | ----- | ------ | ----- | ----- | ----- |
| 1   | Tofaş Bursa | 6 | 4 | 2 | 513 | 510 | +3  | 10 | Qualificate ai quarti di finale |       | —      | 83–97 | 82–90 | 96–83 |
| 2   | Saragozza   | 6 | 3 | 3 | 512 | 491 | +21 | 9  | Qualificate ai quarti di finale |       | 79–80  | —     | 86–70 | 80–68 |
| 3   | Porto       | 6 | 3 | 3 | 494 | 496 | −2  | 9  |                                 |       | 87–95  | 86–75 | —     | 80–76 |
| 4   | Maroussi    | 6 | 2 | 4 | 487 | 509 | −22 | 8  |                                 | 74–77 | 104–95 | 82–81 | —     |       |

### Gruppo L
| Pos | Squadra        | G | V | P | PF  | PS  | DP  | Pt | Qualificazione                  |       | CHO   | BIL   | SAS   | SMP   |
| --- | -------------- | - | - | - | --- | --- | --- | -- | ------------------------------- | ----- | ----- | ----- | ----- | ----- |
| 1   | Cholet         | 6 | 5 | 1 | 507 | 457 | +50 | 11 | Qualificate ai quarti di finale |       | —     | 82–75 | 82–70 | 85–82 |
| 2   | Bilbao Berri   | 6 | 5 | 1 | 490 | 458 | +32 | 11 | Qualificate ai quarti di finale |       | 95–88 | —     | 77–60 | 74–65 |
| 3   | Dinamo Sassari | 6 | 1 | 5 | 458 | 481 | −23 | 7  |                                 |       | 75–78 | 89–91 | —     | 88–70 |
| 4   | Le Portel      | 6 | 1 | 5 | 434 | 493 | −59 | 7  |                                 | 60–92 | 74–78 | 83–76 | —     |       |

### Gruppo M
| Pos | Squadra        | G | V | P | PF  | PS  | DP  | Pt | Qualificazione                  |       | PAO   | DIG   | ORA   | KAL   |
| --- | -------------- | - | - | - | --- | --- | --- | -- | ------------------------------- | ----- | ----- | ----- | ----- | ----- |
| 1   | PAOK Salonicco | 6 | 4 | 2 | 501 | 485 | +16 | 10 | Qualificate ai quarti di finale |       | —     | 95–81 | 73–68 | 87–85 |
| 2   | Digione        | 6 | 4 | 2 | 514 | 535 | −21 | 10 | Qualificate ai quarti di finale |       | 97–93 | —     | 87–86 | 96–93 |
| 3   | CSM Oradea     | 6 | 3 | 3 | 505 | 460 | +45 | 9  |                                 |       | 83–74 | 98–77 | —     | 76–83 |
| 4   | Kalev/Cramo    | 6 | 1 | 5 | 468 | 508 | −40 | 7  |                                 | 71–79 | 70–76 | 66–94 | —     |       |

### Gruppo N
| Pos | Squadra          | G | V | P | PF  | PS  | DP  | Pt | Qualificazione                  |       | LUD   | FRI   | CHA   | ANW     |
| --- | ---------------- | - | - | - | --- | --- | --- | -- | ------------------------------- | ----- | ----- | ----- | ----- | ------- |
| 1   | R. Ludwigsburg   | 6 | 6 | 0 | 511 | 420 | +91 | 12 | Qualificate ai quarti di finale |       | —     | 82–58 | 95–67 | 86–81   |
| 2   | Fribourg Olympic | 6 | 3 | 3 | 497 | 488 | +9  | 9  | Qualificate ai quarti di finale |       | 73–78 | —     | 95–87 | 107–101 |
| 3   | Spirou Charleroi | 6 | 2 | 4 | 451 | 525 | −74 | 8  |                                 |       | 57–78 | 62–92 | —     | 87–83   |
| 4   | Włocławek        | 6 | 1 | 5 | 509 | 535 | −26 | 7  |                                 | 84–92 | 78–72 | 82–91 | —     |         |

## Play-offs
La fase a eliminazione diretta è composta da quarti di finale, semifinale e finale con partite di andata e ritorno.

### Tabellone
|  | Quarti di finale | Quarti di finale | Quarti di finale | Quarti di finale | Quarti di finale |  |  | Semifinali     | Semifinali     | Semifinali     | Semifinali     | Semifinali |    |     | Finale       | Finale       | Finale | Finale | Finale |  |
|  |                  |                  |                  |                  |                  |  |  |                |                |                |                |            |    |     |              |              |        |        |        |  |
|  | Tofaş Bursa      | Tofaş Bursa      | 72               | 102              | 174              |  |  |                |                |                |                |            |    |     |              |              |        |        |        |  |
|  | Bilbao Berri     | Bilbao Berri     | 84               | 93               | 177              |  |  | Bilbao Berri   | Bilbao Berri   | 58             | 97             | 155        |    |     |              |              |        |        |        |  |
|  | R. Ludwigsburg   | R. Ludwigsburg   | 75               | 72               | 147              |  |  | Digione        | Digione        | 77             | 68             | 145        |    |     |              |              |        |        |        |  |
|  | Digione          | Digione          | 88               | 83               | 171              |  |  |                |                |                |                |            |    |     | Bilbao Berri | Bilbao Berri | 72     | 82     | 154    |  |
|  | PAOK Salonicco   | PAOK Salonicco   | 62               | 82               | 144              |  |  |                |                | PAOK Salonicco | PAOK Salonicco | 65         | 84 | 149 |              |              |        |        |        |  |
|  | Fribourg Olympic | Fribourg Olympic | 62               | 76               | 138              |  |  | PAOK Salonicco | PAOK Salonicco | 88             | 90             | 178        |    |     |              |              |        |        |        |  |
|  | Cholet           | Cholet           | 83               | 90               | 173              |  |  | Cholet         | Cholet         | 89             | 88             | 177        |    |     |              |              |        |        |        |  |
|  | Saragozza        | Saragozza        | 83               | 71               | 154              |  |  |                |                |                |                |            |    |     |              |              |        |        |        |  |

### Finale

#### Andata
| Arbitri: | Paulo Marques Andris Aunkrogers Michał Proc |

|                 |            |                     |
| Pantzar 19      | Punti      | 15 Reynolds         |
| Frey 3          | Assist     | 3 Reynolds          |
| De Ridder 10    | Rimbalzi   | 9 Kreuser           |
| Jaume Ponsarnau | Allenatori | Massimo Cancellieri |

| Quintetto titolare | Quintetto titolare | Quintetto titolare         | Pt | Rim | Ass |
| ------------------ | ------------------ | -------------------------- | -- | --- | --- |
| P                  | 3                  | Harald Frey                | 11 | 0   | 3   |
| G                  | 5                  | Muhammad-Ali Abdur-Rahkman | 7  | 2   | 0   |
| AG                 | 12                 | Tomasz Gielo               | 5  | 3   | 0   |
| C                  | 17                 | Marvin Jones               | 2  | 5   | 0   |
| AP                 | 30                 | Zoran Dragić               | 9  | 3   | 1   |
| Panchina:          |                    |                            |    |     |     |
| GA                 | 7                  | Malcolm Cazalon            | 2  | 1   | 0   |
| G                  | 9                  | Rubén Domínguez            | 2  | 0   | 0   |
| P                  | 10                 | Iker Chacon                | 0  | 0   | 0   |
| AG                 | 11                 | Thijs De Ridder            | 13 | 10  | 1   |
| C                  | 13                 | Bassala Bagayoko           | 2  | 2   | 1   |
| P                  | 19                 | Melwin Pantzar             | 19 | 4   | 1   |
| C                  | 43                 | Amar Sylla                 | 0  | 3   | 0   |
| Allenatore:        |                    |                            |    |     |     |
| Jaume Ponsarnau    |                    |                            |    |     |     |

| Surne Bilbao |  | PAOK Mateco |

| Bilbao        | Statistiche        | PAOK Salonicco |
| ------------- | ------------------ | -------------- |
|               | Statistiche        |                |
| 14/32 (43.8%) | Tiro da 2          | 19/38 (50.0%)  |
| 8/24 (33.3%)  | Tiro da 3          | 3/26 (11.5%)   |
| 20/27 (74.1%) | Tiri liberi        | 18/25 (72.0%)  |
| 8             | Rimbalzi offensivi | 14             |
| 30            | Rimbalzi difensivi | 30             |
| 38            | Rimbalzi totali    | 44             |
| 7             | Assist             | 8              |
| 10            | Palle perse        | 10             |
| 8             | Palle rubate       | 7              |
| 2             | Stoppate           | 4              |
| 21            | Falli              | 22             |

| Quintetto titolare  | Quintetto titolare | Quintetto titolare     | Pt   | Rim  | Ass  |
| ------------------- | ------------------ | ---------------------- | ---- | ---- | ---- |
| AP                  | 2                  | Cedric Henderson       | 11   | 8    | 0    |
| C                   | 9                  | DeVonte Upson          | 0    | 7    | 1    |
| G                   | 24                 | Frank Bartley          | 14   | 5    | 2    |
| P                   | 33                 | Shavar Reynolds        | 15   | 2    | 3    |
| AG                  | 34                 | Jackson Kreuser        | 5    | 9    | 1    |
| Panchina:           |                    |                        |      |      |      |
| G                   | 1                  | Jacob Grandison        | 0    | 2    | 0    |
| C                   | 10                 | Jakob Forrester        | 7    | 4    | 1    |
| C                   | 13                 | Kōstantinos Iatridīs   | n.e. | n.e. | n.e. |
| AP                  | 18                 | Nikos Persidīs         | 0    | 1    | 0    |
| P                   | 19                 | Dīmītrīs Katsivelīs    | 9    | 4    | 0    |
| P                   | 20                 | Theodōros Skoulariotīs | n.e. | n.e. | n.e. |
| P                   | 23                 | Kōstas Papadakīs       | 4    | 1    | 0    |
| Allenatore:         |                    |                        |      |      |      |
| Massimo Cancellieri |                    |                        |      |      |      |

#### Ritorno
| Arbitri: | Yohan Rosso Wojciech Liszka Gvidas Gevdilas |

|                     |            |                                |
| Bartley 17          | Punti      | 17 Frey, Pantzar               |
| Reynolds 8          | Assist     | 3 Abdur-Rahkman, Frey, Pantzar |
| Bartley, Reynolds 6 | Rimbalzi   | 5 De Ridder, Hlinason          |
| Massimo Cancellieri | Allenatori | Jaume Ponsarnau                |

| Quintetto titolare  | Quintetto titolare | Quintetto titolare     | Pt   | Rim  | Ass  |
| ------------------- | ------------------ | ---------------------- | ---- | ---- | ---- |
| A                   | 2                  | Cedric Henderson       | 8    | 4    | 5    |
| C                   | 9                  | DeVonte Upson          | 5    | 2    | 0    |
| G                   | 24                 | Frank Bartley          | 17   | 6    | 1    |
| P                   | 33                 | Shavar Reynolds        | 12   | 6    | 8    |
| AG                  | 34                 | Jackson Kreuser        | 12   | 5    | 3    |
| Panchina:           |                    |                        |      |      |      |
| GA                  | 1                  | Jacob Grandison        | 13   | 3    | 0    |
| C                   | 10                 | Jakob Forrester        | 5    | 5    | 0    |
| C                   | 13                 | Kōstantinos Iatridīs   | n.e. | n.e. | n.e. |
| AP                  | 18                 | Nikos Persidīs         | n.e. | n.e. | n.e. |
| P                   | 19                 | Dīmītrīs Katsivelīs    | 9    | 2    | 3    |
| P                   | 20                 | Theodōros Skoulariotīs | n.e. | n.e. | n.e. |
| G                   | 23                 | Kōstas Papadakīs       | 3    | 0    | 0    |
| Allenatore:         |                    |                        |      |      |      |
| Massimo Cancellieri |                    |                        |      |      |      |

| PAOK Mateco |  | Surne Bilbao |

| PAOK Salonicco | Statistiche        | Bilbao        |
| -------------- | ------------------ | ------------- |
|                | Statistiche        |               |
| 19/36 (52.8%)  | Tiro da 2          | 14/28 (50.0%) |
| 7/27 (25.9%)   | Tiro da 3          | 10/24 (41.7%) |
| 25/30 (83.3%)  | Tiri liberi        | 24/30 (80.0%) |
| 13             | Rimbalzi offensivi | 8             |
| 23             | Rimbalzi difensivi | 23            |
| 36             | Rimbalzi totali    | 31            |
| 20             | Assist             | 17            |
| 12             | Palle perse        | 18            |
| 6              | Palle rubate       | 6             |
| 3              | Stoppate           | 3             |
| 28             | Falli              | 27            |

| Quintetto titolare | Quintetto titolare | Quintetto titolare         | Pt | Rim | Ass |
| ------------------ | ------------------ | -------------------------- | -- | --- | --- |
| P                  | 3                  | Harald Frey                | 17 | 1   | 3   |
| G                  | 5                  | Muhammad-Ali Abdur-Rahkman | 10 | 2   | 3   |
| AG                 | 11                 | Thijs De Ridder            | 8  | 5   | 2   |
| C                  | 17                 | Marvin Jones               | 6  | 4   | 0   |
| GA                 | 30                 | Zoran Dragić               | 6  | 3   | 2   |
| Panchina:          |                    |                            |    |     |     |
| AP                 | 9                  | Rubén Domínguez            | 3  | 0   | 0   |
| AG                 | 12                 | Tomasz Gielo               | 8  | 4   | 0   |
| C                  | 13                 | Bassala Bagayoko           | 0  | 0   | 1   |
| PG                 | 19                 | Melwin Pantzar             | 17 | 1   | 3   |
| AP                 | 22                 | Xavi Rabaseda              | 0  | 0   | 1   |
| C                  | 32                 | Tryggvi Hlinason           | 7  | 5   | 2   |
| C                  | 43                 | Amar Sylla                 | 0  | 0   | 0   |
| Allenatore:        |                    |                            |    |     |     |
| Jaume Ponsarnau    |                    |                            |    |     |     |

| Fiba Europe Cup 2024-2025 |
| ------------------------- |
| Bilbao Berri 1º titolo    |